# НХЛ сезон 2004/05
Сезон 2004/05 в НХЛ трябваше да бъде 88 сезон в националната хокейна лига. Сезонът беше официално отменен на 16 февруари 2005 година в резултат на локаута започнал на 16 септември 2004 година. С това НХЛ стана първата северноамериканска спортна лига прекъснала сезон заради спор. Също така това беше първият път от 1919, когато не е давана купа Стенли на шампиона на лигата. През 1919 година шампионата е прекъснат заради испанския грип.
Според международната хокейна федерация 388 играчи са играли в 19 европейски лиги, които са имали клауза в контракта да се завърнат, когато лигата стартира наново.